# Emmanuel Kofie
Emmanuel Anui Kofie (2 febbraio 1941 – 2 maggio 2020) è stato un calciatore ghanese, di ruolo portiere.

## Biografia
Terminata la carriera agonistica restò a vivere negli Stati Uniti d'America, ove Kofie era consulente e reclutatore per l'Essex County College e capo allenatore della Newport Technical High School.
Ha avuto tre figlie e un figlio maschio, Dan, che ne ha seguito le orme divenendo anch'egli calciatore.

## Caratteristiche tecniche
Era soprannominato Black Cat a causa dei suoi riflessi scattanti in porta.

## Carriera

### Club
In patria ha giocato con i Great Olympics e con l'Asante Kotoko.
Nel 1971 si trasferì negli Stati Uniti d'America, ingaggiato nella neonata franchigia NASL dei N.Y. Cosmos. Nella stagione 1971 la corsa al titolo nordamericano con i Cosmos fu interrotta alle semifinali, perse contro gli Atlanta Chiefs. La stagione seguente, che vide l'affermazione finale dei Cosmos non giocò alcun incontro.

### Nazionale
Ha giocato dal 1966 al 1969 nella nazionale ghanese. Ha fatto parte della rosa del Ghana alla Coppa delle nazioni africane 1968, chiusa dalle Black Stars al secondo posto.

## Palmarès
- Campionato NASL: 1

New York Cosmos: 1972